# Olympus FTL
Olympus FTL є однооб'єктивною дзеркальною 35 мм камерою, випущеною компанією Olympus у 1970 році (на два рік раніше появи серії Olympus OM). Це перша повнокадрова 35 мм дзеркальна камера компанії Olympus. Від камер серії OM камеру відрізняло перш за усе використання різьбового з'єднання М42 для кріплення об'єктивів.
З початком виготовлення серії OM компанія відмовилась від виготовлення камер із різьбовим з'єднанням, і серія FTL не знайшла продовження, проте завдяки поширеності об'єктивів з різьбою М42 вона сумісна з значно більшим парком оптики сторонніх виробників, ніж камери OM.

## Технічні характеристики камери FTL[1]
- Швидкість затвора: 1 — 1/1000 с, B
- Швидкість синхронізації із спалахом: 1/60 с
- Замір експозиції: вбудований ТТЛ-замір
- Видошукач: Мікропризми у центрі видошукача, матове скло, покази експонометра
- Використовуваний елемент живлення: PX625
- Дзеркало, що швидко повертається
- Таймер автоспуску

## Об'єктиви
Оскільки камера для при'єднання об'єктивів використовує різьбу М42, вона сумісна в великим асортиментом об'єктивів різноманітних виробників, але й Olympus випустив шість об'єктивів Zuiko для цієї камери, які, завдяки універсальному кріпленню можна використовувати і з іншими камерами.
Перелік об'єктивів наступний:
- G Zuiko 28mm/F3,5 Auto
- G Zuiko 35mm/F2,8 Auto
- G Zuiko 50mm/F1,4 Auto
- F Zuiko 50mm/F1,8 Auto
- E Zuiko 135mm/F3,5 Auto
- E Zuiko 200mm/F4 Auto

Усі ці об'єктиви існують й для байонету OM

## Додаткові аксесуари
Також у систему FTL входять й додаткові аксесуари, наприклад аксесуари для макрозйомки (Bellows), адаптер для перезйомки слайдів, подовжувальні макрокільця, адаптер для мікроскопу та інші.

## Джелела
1. ↑  Архівована копія. Архів оригіналу за 13 березня 2007. Процитовано 2 лютого 2007.{{cite web}}:  Обслуговування CS1: Сторінки з текстом «archived copy» як значення параметру title (посилання)
2. ↑  Архівована копія. Архів оригіналу за 5 лютого 2008. Процитовано 2 лютого 2007.{{cite web}}:  Обслуговування CS1: Сторінки з текстом «archived copy» як значення параметру title (посилання) [Архівовано 2008-02-05 у Wayback Machine.]